# Nicolò Fieschi

Stemma dei Fieschi.

Nicolò Fieschi (Genova, 1230 ? – 1309 ?) è stato un politico italiano della Repubblica di Genova del XIII secolo.

## Biografia
Conte di Lavagna e di Torriglia, Nicolò apparteneva alla potente famiglia feudale guelfa genovese dei Fieschi.
Nacque probabilmente a Genova intorno al 1230, quarto figlio di Tedisio, noto anche come Teodoro III (il cui fratello Sinibaldo diventerà poi Papa Innocenzo IV) e da Simona Della Volta. 

Nicolò era anche fratello di Ottobono che diverrà  papa Papa Adriano V.
Secondo gli Annali genovesi, nel 1247 attaccò e distrusse il castello di Pessina, nell'orbita del vescovo di Brugnato, che la famiglia Luxardo aveva preso uccidendo Gerardino di Carpena, membro di una consorteria tradizionalmente alleata ai Fieschi.
Nel 1251 fu chiamato a far parte della magistratura degli Otto nobili che affiancava nell'attività di governo il podestà forestiero; in questa occasione rappresentò il governo all'atto con cui nel settembre gli uomini del borgo di Carpena giurarono fedeltà a Genova.
Forte del prestigio raggiunto a Genova dai Fieschi, che erano stati l'anima della lotta contro Federico II, lo zio papa Innocenzo IV gli affidò l'ambizioso progetto di stabilire una vasta Signoria familiare nel Levante ligure, dove la casata dei Fieschi era già da tempo dominante, ed estesa alla Lunigiana.
Con il favore del Vicario in Toscana di re Carlo I d'Angiò, intorno alla metà del XIII secolo con varie acquisizioni arrivò quindi a crearsi un vasto dominio personale ponendone la capitale alla Spezia, allora borgo che andava crescendo d'importanza. Qui, nel 1252, si fece costruire un palazzo sulla collina del Poggio e successivamente un castello.

Oltre alla Spezia e il suo porto, il suo dominio giunse  a comprendere i borghi di Levanto, Varese, Brugnato e la Val di Vara,  Sarzana, Pontremoli e la Lunigiana.
Questa politica espansiva lo pose in contrasto con Guglielmo, Vescovo-Conte di Luni, che rivendicava il possesso di alcune di queste stesse terre.
Ma soprattutto Nicolò, con la sua Signoria guelfa, contrastava pericolosamente l'espansione della Repubblica di Genova verso l'intero Levante ligure. 

Dopo la presa del potere della parte ghibellina nella Repubblica nel 1270, il nuovo governo genovese decise quindi d'inviargli contro una spedizione al comando di Oberto Doria che, conquistata La Spezia nel 1273, pose fine alla ventennale signoria del Fieschi e al suo sogno di disporre di un proprio regno.
Qualche anno più tardi, nel 1276, Nicolò dovette vendere alla Repubblica genovese i suoi possedimenti. In particolare nello spezzino cedette i diritti che aveva a Portovenere e Marola e in diverse altre località, tra cui i castelli di Carpena, Polverara e Manarola, i luoghi di Volastra, Vernazza, Montenegro (presso Riomaggiore), Calcinagola, Casciano, Cerroco, Biassa, Fabiano, Poggio, Pegazzano, Montale e Debbio.
Nicolò morì poco prima del 1310, forse nel suo feudo di Torriglia. Fu sepolto in Genova, nella Chiesa di San Francesco di Castelletto accanto alle tombe della moglie Leonora e del fratello Federico.
Sua sorella Beatrice sposò Tommaso II, conte di Savoia nel 1251.

Suo fratello Ottobono fu eletto al soglio pontificio nel 1276 con il nome di Adriano V.

## Discendenza
Nicolò e Leonora ebbero nove figli:
- Ottobono;
- Carlo;
- Federico;
- Luca (Genova, 1270 – Avignone, 31 gennaio 1336), cardinale nel 1300[5];
- Alberto, che fu arcidiacono di Reims;
- Brancaleone ( – 1297), canonico di Lichfield[5];
- Alagia (Contea di Lavagna, ante 1270 – Genova, San Donato ?, post 1344), che sposò Moroello Malaspina, è ricordata da Dante [6];
- Flisca, che sposò Alberto Malaspina marchese di Filattiera;
- Giacomina, che sposò Obizzo II d'Este.